# 高岡市立五位中学校
高岡市立五位中学校（たかおかしりつ ごいちゅうがっこう）は、富山県高岡市にある市立中学校。

## 沿革
- 1947年
  - 4月1日 - 東五位外二か村[2]学校組合立祖父中学校と称し、東五位小学校に併置
  - 4月22日 - 開校式。本校を東五位小学校に、立野村立立野小学校および福田村立福田小学校に分校を置き授業をする
- 1949年
  - 1月1日 - 福田村が高岡市に編入。福田地区が高岡市立南部中学校の学区となる
  - 11月10日 - 現在地に移転
  - 12月19日 - 北砺組合立五位中学校と改称し、石堤村を学区に加え、西広谷に分校を置く
- 1955年
  - 4月1日 - 立野村が高岡市に編入。高岡市立五位中学校となる
  - 12月21日 - 西広谷分校校舎落成
- 1972年11月4日 - 給食優良校として県教委表彰を受賞
- 1983年11月 - 新校舎の建設に着手[3]。
- 1984年11月16日 - 新校舎（鉄筋コンクリート3階建て、延床面積1,520m2、鉄筋平屋建ての給食室も完備）の完工式を挙行[3]。
- 1987年
  - 3月23日 - 西広谷分校閉校
  - 10月21日 - 学校給食優良校として文部大臣表彰を受賞
- 1993年11月 - PTA文部大臣表彰受賞
- 2005年
  - 10月 - 第48回中部日本吹奏楽コンクール本大会　準優勝
  - 11月 - 第18回大谷科学賞受賞
- 2008年11月1日 - 生徒会が高岡市教育功労「優良教育団体」を受賞
- 2009年1月29日 - 富山県をよくする会「団体表彰」を受賞
- 2013年2月12日 - カギかけ防犯コンテスト優秀賞受賞
- 2017年
  - 1月27日 - 富山県をよくする会「団体表彰」を受賞
  - 3月14日 - あいの風とやま鉄道及び西高岡駅利用促進協議会より感謝状を受賞
- 2018年1月26日 - 環境美化教育優良校等表彰事業より優良校として表彰

## 通学区域
- 高岡市立五位小学校 校区（旧高岡市立千鳥丘小学校校区も含む）[4]
  - 中保、西高町、樋詰、六家、福田六家、大源寺、荒屋敷、池田、内島、柴野内島、蜂ケ島、柴園町、大源寺新町、西園町、石堤、麻生谷、柴野、十日市、高池町、栄町、八軒町、鍛冶屋町、御蔵町、高札町、橋番町、御宝町、立野寺町、天目町、上渡、笹川第八、笹川第九、千鳥丘町、東高池町、平和町、舘町、立野、笹川、高田島、東石堤、宝来町、本保、小竹、三ケ、今市、上開発、駒方、駒方新、立野美鳥町一丁目、立野美鳥町二丁目、立野美鳥町三丁目、平成町

## 進学前小学校
- 高岡市立五位小学校[4]

## 交通アクセス
- 最寄駅：あいの風とやま鉄道線 西高岡駅より徒歩約10分(約500ｍ)